# Perkovîci, Kovel
Perkovîci (în ucraineană Перковичі) este un sat în comuna Bilașiv din raionul Kovel, regiunea Volînia, Ucraina.

## Demografie
Componența lingvistică a localității Perkovîci
     Ucraineană (98,51%)
     Rusă (1,49%)
Conform recensământului din 2001, majoritatea populației localității Perkovîci era vorbitoare de ucraineană (98,51%), existând în minoritate și vorbitori de rusă (1,49%).